# Staby ängar
Staby ängar vid Staby strax söder om Högsby var mötesplats för Kalmar regemente mellan åren 1685 och 1783 och även för Smålands ryttare. På platsen kvarstår en trossbod uppförd för Kalmar regementes livkompani år 1772.